# Antun Mihanović

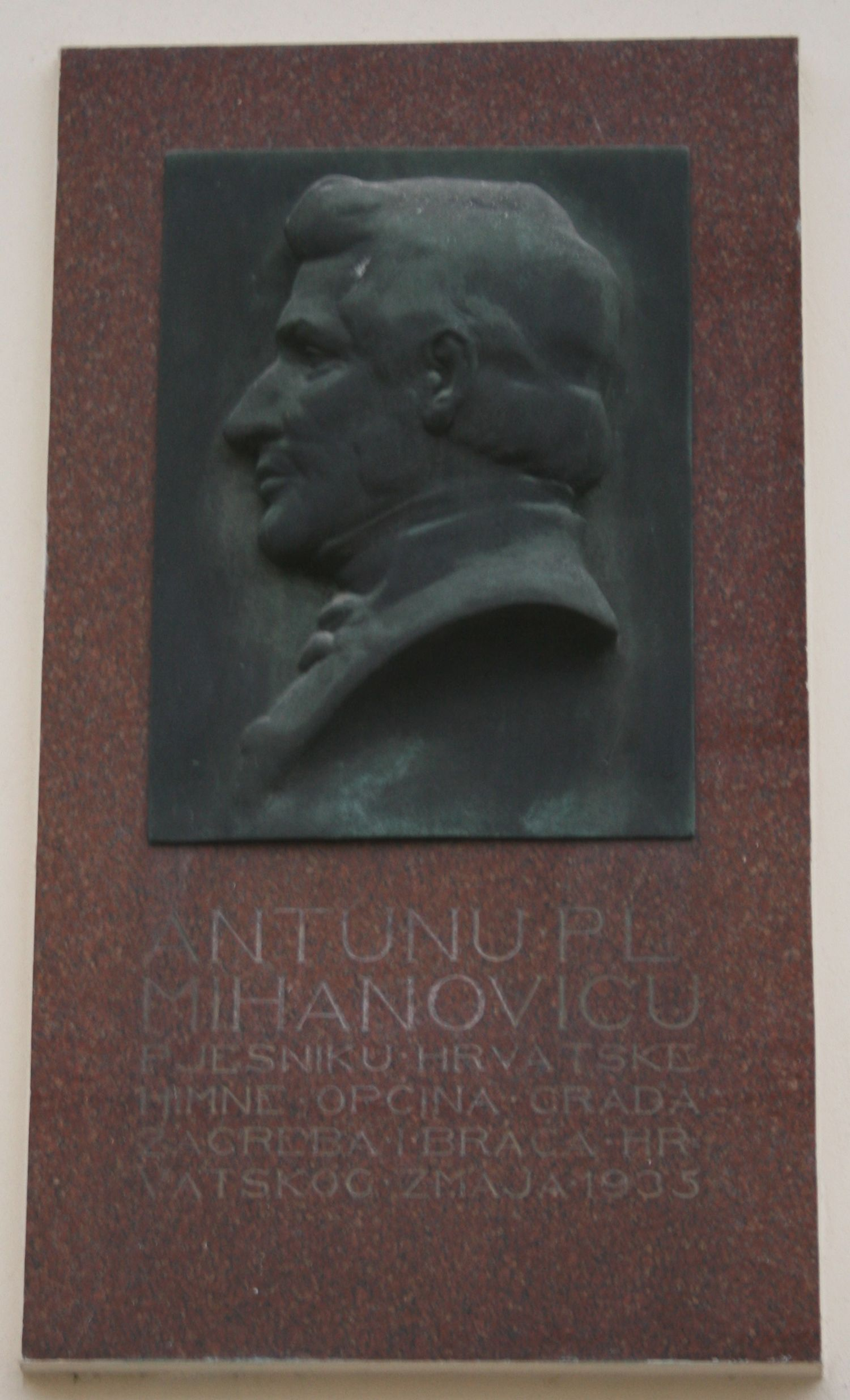
Antun Mihanović

Antun Mihanović (Zagreb, 10 juni 1796 - Novi Dvori (vlak bij Klanjec), 14 november 1861) was een Kroatische poëet en diplomaat. Hij studeerde in Zagreb filosofie aan het gymnasium. Na die studie volgde hij een studie rechten in Wenen. Na zijn studies verbleef hij in Zagreb, Venetië en Padua tot hij in de diplomatieke dienst van het Habsburgse Rijk terechtkwam. Na een post in Rijeka werd hij in 1836 de eerste Oostenrijkse consul in Belgrado. Hij zou later nog consul worden in een hoop andere Oost-Europese landen. Mihanović had een grote interesse in de filologie en hield enorm veel van zijn moedertaal, het Kroatisch. In 1815 publiceerde hij een brochure waarin hij pleitte voor de invoering van de Kroatische taal in het openbare leven in plaats van het Latijn. Dit besluit werd door de Kroatische Sabor pas in 1847 genomen.
In 1835 schreef hij Lijepa naša domovino. Dit is het volkslied van Kroatië.
- Bibsys: 14002603
- Bibliothèque nationale de France: cb12120792f (data)
- Gemeinsame Normdatei: 121489809
- International Standard Name Identifier: 0000 0000 4048 5875
- Library of Congress Control Number: no98090490
- MusicBrainz: bc14b5a8-57e8-43b3-a02d-67116d205b57
- Nationale Bibliotheek van Tsjechië: xx0176220
- Nationale Bibliotheek van Polen: a0000001144697
- Système universitaire de documentation: 101677413
- Virtual International Authority File: 24633929
- WorldCat: E39PBJbxCc8tDFpFm7DXXrhWDq